# Chorothyse
Chorothyse is een kevergeslacht uit de familie van de boktorren (Cerambycidae). De wetenschappelijke naam van het geslacht werd voor het eerst geldig gepubliceerd in 1867 door Pascoe.

## Soorten
Chorothyse omvat de volgende soorten:
- Chorothyse dauberi Adlbauer, 2001
- Chorothyse hessei Quentin & Villiers, 1971
- Chorothyse hirtipes Adlbauer, 2001
- Chorothyse vesparia Pascoe, 1867